# Edson Alvarado
Edson Alvarado (* 27. September 1975 in Mexiko-Stadt) ist ein ehemaliger mexikanischer Fußballspieler auf der Position eines Stürmers. Er begann seine Laufbahn bei seinem Heimatverein Necaxa, mit dem er zweimal mexikanischer Meister wurde.

## Leben
Sein Debüt in der mexikanischen Primera División absolvierte Alvarado am 9. August 1994 in einem Heimspiel der Necaxistas gegen Deportivo Toluca, das mit 1:0 gewonnen wurde. Seine ersten Tore in der mexikanischen Profiliga erzielte er in einem am 21. Oktober 1995 ausgetragenen Heimspiel gegen den Club Atlas de Guadalajara. Unmittelbar nach der Pause, in der seine Mannschaft mit 0:1 zurückgelegen hatte und daher die Offensivbemühungen verstärken musste, wurde Alvarado für den Abwehrspieler Efraín Herrera eingewechselt. Bereits 15 Minuten später gelang ihm der wichtige Ausgleich, dem er weitere sieben Minuten später die 2:1-Führung in der 68. Minute folgen ließ. Am Ende trennten beide Mannschaften sich 3:3 und teilten die Punkte. 
Alvarado gewann mit Necaxa die zwei aufeinander folgenden Meistertitel der Spielzeiten 1994/95 und 1995/96. Ferner gewann er in der Saison 1994/95 auch den mexikanischen Pokalwettbewerb und durch das Double zugleich kampflos den Supercup. 

## Erfolge
- Mexikanischer Meister: 1994/95, 1995/96
- Mexikanischer Pokalsieger: 1994/95
- Mexikanischer Supercup: 1994/95